# ويلي وايز
ويلي وايز (بالإنجليزية: Willy Wise)‏ (29 يناير 1967 بأونانكوك في الولايات المتحدة - ) هو ملاكم أمريكي، صنّف ضمن فئة وزن الويلتر.

## روابط خارجية
- ويلي وايز على موقع بوكس ريك (الإنجليزية) (registration required)